# Steppenspötter
Der Steppenspötter (Iduna rama, Syn.: Hippolais rama) ist ein Singvogel aus der Familie der Rohrsängerartigen (Acrocephalidae). Er ist ein Brutvogel Zentralasiens, der auf dem indischen Subkontinent überwintert.
Das Artepitheton entstammt der hinduistischen Mythologie: Dort gilt Rama als siebte Inkarnation des Gottes Vishnu.

## Beschreibung

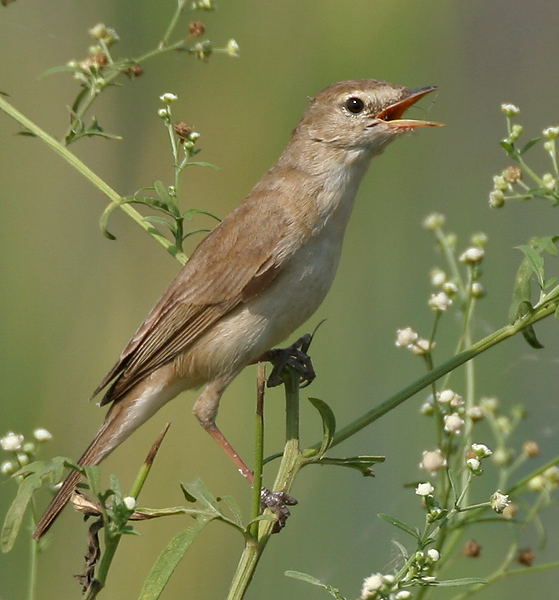

### Aussehen
Der unscheinbare, relativ einfarbig gräulich braun gefärbte Steppenspötter erreicht eine Größe von 11,5–13 cm, dabei wiegt er 7–11 g; es besteht kein Sexualdimorphismus. Durch den flachen Oberkopf und den recht langen Schnabel, dessen orange Unterseite an der Spitze dunkel ist, erinnert er an einen Rohrsänger. Er hat einen kurzen, schmutzig weißen Überaugenstreif, der vor dem Auge am deutlichsten ist und dort einen Kontrast zum dunklen Zügel bildet. Vor den Augen ist bei den meisten Individuen eine dunkle Oberbegrenzung des Überaugenstreifs erkennbar. Oberseits ist er hell graubraun gefärbt, wobei er die Farbe von „Tee mit Milch“ aufweist. Die Unterseite ist weiß bis leicht silbern gefärbt, auf der Brust besteht ein sehr schwacher, gelbbrauner Anflug. Er hat einen länglichen Schwanz, dessen äußere Federn weiß umrandet sind, sowie recht kurze, abgerundete, einfarbige Flügel, wodurch die Handschwingenprojektion höchstens ein Drittel der Länge der Schirmfedern beträgt. Die Beine sind hellbraun oder rosa.
Frisch ausgeflogene Jungvögel haben oberseits eine schwache zimtbraune Färbung und unterseits einen deutlichen gelbbraunen Anflug. Nach der Mauser im August oder September sind sie etwas sandfarbener als adulte Vögel und die Flügel- sowie Schwanzfedern sind etwas blasser braun. Außerdem haben sie meist keine dunkle Oberbegrenzung des Überaugenstreifs, wie sie bei vielen Altvögeln auftritt.

### Artabgrenzung
Es besteht eine große Ähnlichkeit zum Buschspötter und zum Blassspötter (ssp. elaeica).
Im Vergleich zum Buschspötter ist der Steppenspötter oberseits oft heller, einfarbiger und gräulicher gefärbt, unterseits ist er weiß ohne rostfarbenen Anflug. Außerdem sind Schnabel und Schwanz meist länger, es gibt aber auch individuelle Ausnahmen. Der Überaugenstreif ist undeutlicher und nicht so lang wie beim Buschspötter. Ein weiteres Unterscheidungsmerkmal ist die Bewegungsweise: Der Buschspötter zuckt oft mit Schwanz und Flügeln, der Steppenspötter nur mit dem Schwanz.
Zur Unterscheidung vom Blassspötter (ssp. elaeica) beachte man die nicht so graue Färbung des Steppenspötters. Zudem hat dieser ein kontrastreicheres Kopfmuster, da er im Gegensatz zum Blassspötter über einen dunklen Zügel und eine dunkle Oberbegrenzung des Überaugenstreifs verfügt. Insgesamt hat der Blassspötter größeres und stämmigeres Erscheinungsbild, vor allem Kopf und Schnabel sind kräftiger und die Flügel sind länger. Beim Blassspötter fällt auch das wiederholte Abwärtsschlagen des Schwanzes auf, was bei Busch- und Steppenspötter nicht zu beobachten ist.

### Stimme
Der Ruf ist ein trockenes, schnalzendes, sich schnell wiederholendes „tscheck“, das sich von dem Ruf des Buschspötters durch den saubereren Klang und das Fehlen von rollenden Lauten unterscheidet. Manchmal klingt er etwas voller und ähnelt dann dem des Blaukehlchens. Der schnelle Gesang ähnelt dem des Buschspötters, ist jedoch auch am Anfang schon recht laut, außerdem sind härtere und kratzendere Töne enthalten. In einigen Fällen werden manche Töne oft wiederholt und es sind kurze trillernde und pfeifende Töne eingebaut, wodurch der Gesang an den des Schilfrohrsängers erinnert.

## Verbreitung und Wanderungen

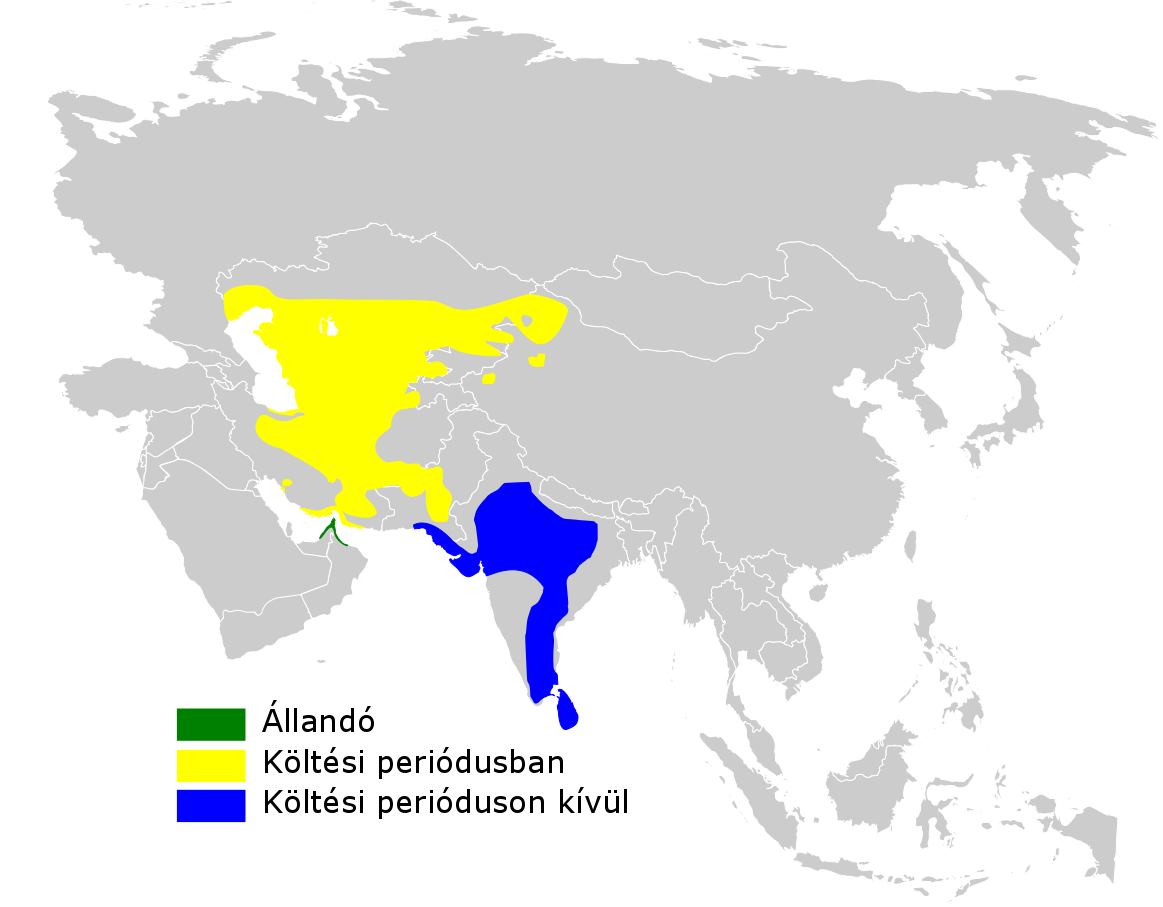
Verbreitung des Steppenspötters:
Brutgebiete
ganzjähriges Vorkommen
Überwinterungsgebiete

Der Steppenspötter brütet von Kasachstan und Westchina bis nach Pakistan, Afghanistan und Iran. Sein Brutareal liegt damit südlicher als das des Buschspötters mit Überlappungen in Nordwest-China und Südkasachstan. Eine getrennte Population besteht am Ufer des Persischen Golfs in Nordosten der Vereinigten Arabischen Emiraten und im Nordwesten des Omans.
Die Art ist in ihrem Brutgebiet ein häufiger Vogel, in Südkasachstan wurde beispielsweise Dichten von bis zu 140 Paaren pro Quadratkilometer beobachtet.
Er ist ein Zugvogel, der in Pakistan und in Indien von Delhi östlich bis nach Bengalen und südlich bis ins nördliche Sri Lanka und Südindien  überwintert. Wenige Individuen überwintern außerdem im Südosten der Arabischen Halbinsel im Oman und in Nordjemen.
Der Abzug aus den kasachischen Brutgebieten erfolgt bereits ab Spätjuli bis spätestens Anfang September, die Gebiete in Nordwest-Pakistan werden meist Ende August verlassen. Durchzügler sind in Kirgisistan und Tadschikistan auf Höhen von bis zu 2500 m zu beobachten. Die Ankunft in Südindien beginnt Ende September, auf Sri Lanka erst im November. Dieses verlassen sie im späten März wieder und ziehen im Laufe des Aprils durch Indien. Der Rückzug erfolgt relativ schnell, so werden die südlicheren Brutgebiete in Turkmenistan ab Mitte April erreicht, die nördlicheren in Ostkasachstan und Westchina im Mai.
In Deutschland ist der Steppenspötter ein seltener Irrgast, der bislang erst einmal nachgewiesen werden konnte. Weitere europäische Nachweise gelangen zehnmal in Großbritannien, zweimal in Norwegen und je einmal in Island, Irland und den Niederlanden. Auch im ostasiatischen Hongkong wurden zwei Nachweise im September 1994 und 1998 erbracht.

## Lebensraum
Der Steppenspötter brütet in Halbwüsten und – wie der deutsche Name schon sagt – in Steppen. Dabei bevorzugt er mit Saxaul und Tamarisken bewachsene Flächen.

## Fortpflanzung
Das Nest, das meist in einem Busch, in einem niedrigen Baum oder in großen Krautpflanzen errichtet wird, ist becherförmig und besteht aus Zweigen, Grashalmen, Wollfasern, Tierhaaren, Federn und Spinnweben. Die 3–5 Eier werden von Mitte Mai bis Anfang Juni gelegt und vom Weibchen 12–14 Tage lang ausgebrütet; es gibt im Normalfall nur eine Jahresbrut, außer wenn Eier ersetzt werden müssen. Es beteiligen sich beide Elternteile bei der Fütterung der Nestlinge, bis diese nach 11–13 Tagen ausfliegen.

## Systematik und Taxonomie
Die Art wurde von William Henry Sykes im Jahr 1832 als Sylvia rama erstbeschrieben. Lange wurde sie als konspezifisch mit dem Buschspötter betrachtet. Sie wurde jedoch aufgrund genetischer Analysen und Beobachtungen von Sympatrie der beiden Arten in Südkasachstan abgetrennt.
Der Steppenspötter wurde historisch in die Gattungen Acrocephalus und Hippolais gestellt, 2009 wurde er jedoch in die Gattung Iduna transferiert. Diese ist wohl näher mit Acrocephalus als mit Hippolais verwandt, in die die Art zuletzt gestellt wurde.
Er wird derzeit als monotypisch angesehen.

## Gefährdungssituation und Bestand
Die Art wird wegen des sehr großen Verbreitungsgebietes von etwa 7.250.000 km² und der stabilen Bestände in der Roten Liste der IUCN als nicht gefährdet (Least Concern) eingestuft. Der europäische Brutbestand wird auf 1000 bis 10.000 Paare geschätzt, er macht allerdings weniger als 5 % des Gesamtbestands aus.